# Starhunter
Starhunter (später Starhunter 2300) ist eine von 2000 bis 2004 produzierte kanadische Science-Fiction-Fernsehserie. In der zweiten Staffel wurde die Serie in Starhunter 2300 umbenannt und ein Großteil der Schauspieler ausgewechselt.

## Handlung
Die Serie spielt im späten 23. Jahrhundert in unserem Sonnensystem und dreht sich rund um eine Gruppe von Kopfgeldjägern, die mit einem baufälligen, ausrangierten Kreuzfahrt-Raumschiff namens Tulip versucht, ihren Lebensunterhalt zu bestreiten.
In der ersten Staffel gehört die Tulip Rudolpho Deluna, der Dante Montana als Kopfgeldjäger angeheuert hat und ihn auf Missionen schickt. Montana bestreitet diese zusammen mit seiner Crew, die aus seiner Nichte Percy, der Waffenexpertin Luc und dem Hologramm Caravaggio besteht. Die Reisen im Weltall nutzt Montana dazu, die sogenannten „Raider“ (die Mörder seiner Frau) und seinen entführten Sohn zu finden. Luc treibt ebenfalls eine zweite Sache an, sie soll im Auftrag einer geheimen Organisation von Wissenschaftlern, die sich „Der Orchard“ nennt, Informationen über selten vorkommende außerirdische Gene in der menschlichen DNS namens „Divinity Cluster“, beschaffen.
Die zweite Staffel spielt 15 Jahre weiter in der Zukunft. Nur Percy Montana ist von der ursprünglichen Crew noch geblieben. Deluna, dem die Tulip nun nicht mehr gehört, heuert zusammen mit seiner Partnerin Callista Larkadia an. Ebenso stoßen Travis Montana (Dantes Sohn) und sein Partner Marcus Fagen zum Team.

## Kritik
Auf www.tv-kult.com
- „[…] Insbesondere die Rolle der Nichte Percy […] nervt sehr schnell […] Spätestens in der zweiten Folge ist der Zeitpunkt erreicht, wo man dieser Figur nur noch in den Hintern treten möchte in der Hoffnung, dass die Stöße bis zum Gehirn durchdringen, um es endlich zu aktivieren. […] Auch die Stimme aus dem Off, die die Gedanken des Captains vermittelt und fortlaufend verkündet, dass er Travis finden möchte, geht einem irgendwann auf den Senkel […] Logikfehler gibt es zuhauf […] Fazit: […] Durchaus sehenswert, wenn man Figuren wie die anstrengende Percy ertragen kann und auf offene Fragen steht“[1]

## Erstausstrahlung
Die Erstausstrahlung der ersten Staffel fand vom 1. November 2000 bis zum 28. März 2001 auf TMN in Kanada statt. Die zweite Staffel wurde vom 9. August 2003 bis zum 3. April 2004 ebenfalls auf TMN in Kanada uraufgeführt. In Deutschland lief die erste Staffel erstmals vom 18. August bis zum 26. September 2005 auf dem Pay-TV-Sender Sci Fi. Die zweite Staffel wurde vom 27. September bis zum 7. November 2005 ebenfalls auf Sci Fi erstausgestrahlt.

## Produktion
Produziert wurde die Serie in Kanada von Alliance Atlantis in Zusammenarbeit mit The Danforth Studios Ltd. (a D’or/Jackson Company), dem britischen Unternehmen Grosvenor Park Productions UK Ltd. und dem französischen Unternehmen Le Sabre (ein Schwesterunternehmen von Canal+).
Starhunter 2300 wurde von Citadel Studios and Talisman in Zusammenarbeit mit Western International Syndication produziert.

## Weitere Informationen
- Der Titelsong der zweiten Staffel Darker Star stammt von Peter Gabriel. Er ist die instrumentale Version des Songs Darkness aus dem Album Up.[6][7]

## Episodenliste
Erste Staffel
| Nummer | Deutscher Titel             | Originaltitel              | Erstausstrahlung Kanada | Deutschsprachige Erstausstrahlung (D) | Regie            | Drehbuch                            |
| ------ | --------------------------- | -------------------------- | ----------------------- | ------------------------------------- | ---------------- | ----------------------------------- |
| 01     | Der göttliche Schwarm       | The Divinity Cluster       | 1. Nov. 2000            | 18. Aug. 2005                         | Patrick Malakian | Nelu Ghiran                         |
| 02     | Vertrauen                   | Trust                      | 8. Nov. 2000            | 22. Aug. 2005                         | George Mendeluk  | Nelu Ghiran                         |
| 03     | Familienwerte               | Family Values              | 15. Nov. 2000           | 23. Aug. 2005                         | Henri Safran     | Nelu Ghiran                         |
| 04     | Der Gesang der Sirenen      | Siren’s Song               | 22. Nov. 2000           | 24. Aug. 2005                         | Patrick Malakian | Nelu Ghiran                         |
| 05     | Der Schlächter von Callisto | The Man Who Sold The World | 29. Nov. 2000           | 25. Aug. 2005                         | Luc Chalifour    | Julian Fikus                        |
| 06     | Gedankenkontrolle           | Peer Pressure              | 6. Dez. 2000            | 29. Aug. 2005                         | Philip Jackson   | Annie Ingham                        |
| 07     | Kalt wie Eis                | Frozen                     | 13. Dez. 2000           | 30. Aug. 2005                         | François Basset  | Lorne Wise                          |
| 08     | Der Spieler                 | Past Lives                 | 20. Dez. 2000           | 31. Aug. 2005                         | Patrick Malakian | Peter Campbell                      |
| 09     | Der helle Schein des Todes  | Order                      | 27. Dez. 2000           | 1. Sep. 2005                          | Luc Chalifour    | Hugh Evans & Julian Fikus           |
| 10     | Hinter Gittern              | Cell Game                  | 3. Jan. 2001            | 5. Sep. 2005                          | Patrick Malakian | Mary Rogal-Black                    |
| 11     | Schwarzes Licht             | Black Light                | 10. Jan. 2001           | 6. Sep. 2005                          | François Basset  | Julian Fikus                        |
| 12     | Der kurze Abschied          | Goodbye, So Long           | 17. Jan. 2001           | 7. Sep. 2005                          | Patrick Malakian | Alan Zweig                          |
| 13     | Der meistgesuchte Mann      | The Most Wanted Man        | 24. Jan. 2001           | 8. Sep. 2005                          | Luc Chalifour    | Peter I. Horton                     |
| 14     | Die Lichterwolke            | Half Dense Players         | 31. Jan. 2001           | 12. Sep. 2005                         | Patrick Malakian | Nelu Ghiran                         |
| 15     | Alpträume                   | Dark And Stormy Night      | 7. Feb. 2001            | 13. Sep. 2005                         | François Basset  | Nelu Ghiran                         |
| 16     | Super Max                   | Super Max                  | 14. Feb. 2001           | 14. Sep. 2005                         | Luc Chalifour    | Julian Fikus                        |
| 17     | Flashback                   | A Twist In Time            | 21. Feb. 2001           | 15. Sep. 2005                         | Patrick Malakian | Peter I. Horton & G. Philip Jackson |
| 18     | Zeitverwerfungen            | Eat Sin                    | 28. Feb. 2001           | 19. Sep. 2005                         | Patrick Malakian | Peter I. Horton & G. Philip Jackson |
| 19     | Böse Mädchen                | Bad Girls                  | 7. Mär. 2001            | 20. Sep. 2005                         | Kai Sehr         | Annie Ingham & Mary Rogal-Black     |
| 20     | Das Serum                   | Bad Seed                   | 14. Mär. 2001           | 21. Sep. 2005                         | Jon Older        | Julian Fikus                        |
| 21     | Der verlorene Sohn          | Travis                     | 21. Mär. 2001           | 22. Sep. 2005                         | François Basset  | Susannah Brennan                    |
| 22     | Dantes Inferno              | Resurrection               | 28. Mär. 2001           | 26. Sep. 2005                         | Patrick Malakian | Nelu Ghiran                         |

Zweite Staffel
| Nummer | Deutscher Titel          | Originaltitel      | Erstausstrahlung Kanada | Deutschsprachige Erstausstrahlung (D) | Regie           | Drehbuch                          |
| ------ | ------------------------ | ------------------ | ----------------------- | ------------------------------------- | --------------- | --------------------------------- |
| 01     | Die Rückkehr             | Rebirth            | 9. Aug. 2003            | 27. Sep. 2005                         | David Wheatley  | Peter Zorich                      |
| 02     | Falsches Spiel           | Star Crossed       | 16. Aug. 2003           | 28. Sep. 2005                         | Roger Gartland  | Peter Zorich                      |
| 03     | Vater Abode              | Biocrime           | 23. Aug. 2003           | 29. Sep. 2005                         | David Wheatley  | Peter Zorich                      |
| 04     | Der Rohling              | Chasing Janus      | 30. Aug. 2003           | 4. Okt. 2005                          | Roger Gartland  | Denis McGrath                     |
| 05     | Der Sarkophag            | Spaceman           | 6. Sep. 2003            | 5. Okt. 2005                          | David Wheatley  | David Wheatley & Nelu Ghiran      |
| 06     | In letzter Minute        | Becoming Shiva     | 13. Sep. 2003           | 6. Okt. 2005                          | Colin Bucksey   | Denis McGrath                     |
| 07     | Das dritte Auge          | The Third Thing    | 20. Sep. 2003           | 10. Okt. 2005                         | David Wheatley  | Michael Allcock & Roger Gartland  |
| 08     | Die Entführung           | Torment            | 27. Sep. 2003           | 11. Okt. 2005                         | Colin Bucksey   | Peter Zorich                      |
| 09     | Der schmerzlose Tod      | Painless           | 4. Okt. 2003            | 12. Okt. 2005                         | Colin Bucksey   | Denis McGrath                     |
| 10     | Künstliche Schönheit     | Skin Deep          | 18. Okt. 2003           | 13. Okt. 2005                         | David Wheatley  | Jeffrey Hirschfield               |
| 11     | In feindlicher Absicht   | Supermax Redux     | 25. Okt. 2003           | 17. Okt. 2005                         | Colin Bucksey   | Noel Garland & Chris Jones-Hansen |
| 12     | Die Büchse der Pandora   | Pandora’s Box      | 1. Nov. 2003            | 18. Okt. 2005                         | David Wheatley  | Barry Simner                      |
| 13     | Trans Utopia             | Stitch In Time     | 8. Nov. 2003            | 19. Okt. 2005                         | Colin Bucksey   | Roger Gartland                    |
| 14     | Die Gefangene            | The Prisoner       | 15. Nov. 2003           | 20. Okt. 2005                         | David Wheatley  | David T. Reilly                   |
| 15     | Gefährliche Leidenschaft | Kate               | 14. Feb. 2004           | 24. Okt. 2005                         | Michael Cocker  | Farrukh Dhondy                    |
| 16     | Rivalen                  | Rivals             | 21. Feb. 2004           | 25. Okt. 2005                         | Michael Cocker  | David T. Reilly                   |
| 17     | Zwillinge                | Heir And The Spare | 28. Feb. 2004           | 26. Okt. 2005                         | Colin Bucksey   | Stephen Lowe Idee: David Wheatley |
| 18     | Der Massenmörder         | Just Politics      | 6. Mär. 2004            | 27. Okt. 2005                         | Rodger Gartland | David T. Reilly                   |
| 19     | Negative Energie         | Negative Energy    | 13. Mär. 2004           | 31. Okt. 2005                         | Colin Bucksey   | Eitan Arrusi                      |
| 20     | Das Tribunal             | License To Fill    | 20. Mär. 2004           | 2. Nov. 2005                          | Rodger Gartland | Rodger Gartland                   |
| 21     | Im Hyperraum (1)         | Hyperspace (1)     | 27. Mär. 2004           | 3. Nov. 2005                          | Rodger Gartland | Hudson King                       |
| 22     | Im Hyperraum (2)         | Hyperspace (2)     | 3. Apr. 2004            | 7. Nov. 2005                          | Rodger Gartland | Hudson King                       |